# Copa Intercontinental de Fútbol Playa 2019
La Copa Intercontinental de Fútbol Playa 2019 fue la novena edición del torneo patrocinado por Beach Soccer Worldwide. El torneo se desarrolló del 5 al 9 de noviembre. El evento reunió a ocho selecciones nacionales provenientes de cuatro continentes.

## Fórmula de disputa
El torneo comenzó con una fase de grupos, jugada en un formato de Todos contra todos. Los primeros y segundos de cada grupo avanzaron a la etapa eliminatoria, en la cual los equipos compitieron en partidas de Eliminación directa, comenzando con las semifinales y terminando con la final. Un tercer partido decisivo también fue disputado por los semifinalistas perdedores. El tercer y cuarto lugar de cada grupo jugaron en una serie de partidos de consolación para decidir del quinto al octavo lugar.

## Participantes
En general, Europa y Asia es representada por tres naciones; África y América del Norte, una nación cada una. Oceanía, y por primera vez, América del Sur, no ingresó a ningún equipo.
| País                   | Confederación | Participaciones |
| ---------------------- | ------------- | --------------- |
| Emiratos Árabes Unidos | AFC           | 9               |
| Irán                   | AFC           | 7               |
| Japón                  | AFC           | 3               |
| Egipto                 | CAF           | 5               |
| Rusia                  | UEFA          | 9               |
| España                 | UEFA          | 2               |
| Italia                 | UEFA          | 2               |
| México                 | CONCACAF      | 4               |

## Fase de grupos

### Grupo A
| País                   | Pts. | PJ | PG | PG+ | PP | GF | GC | Dif. |
| ---------------------- | ---- | -- | -- | --- | -- | -- | -- | ---- |
| España                 | 4    | 3  | 1  | 1   | 1  | 12 | 12 | 0    |
| Emiratos Árabes Unidos | 3    | 3  | 0  | 2   | 1  | 9  | 7  | +2   |
| Japón                  | 3    | 3  | 1  | 0   | 2  | 9  | 8  | +1   |
| Italia                 | 3    | 3  | 1  | 0   | 2  | 16 | 19 | -3   |

| 5 de noviembre de 2019 | Japón                                                          | 6:4     | Italia                                       |                              |                              |
| 16:15                  | - Okuyama 12', 33' - Oba 20' - Akaguma 25', 30' - Yamauchi 35' | Reporte | - 9', 33' Gori - 12' Zurlo - 35' Ramacciotti | Árbitro(s): Oezcan Sultanolu | Árbitro(s): Oezcan Sultanolu |

| 5 de noviembre de 2019 | España                        | 2:2 (t. s.)(2:1 p.)        | Emiratos Árabes Unidos         |             |             |
| 17:30                  | - Chiky 11' - Javi Torres 33' | Reporte                    | - 18' A. Ali - 30' A. Bashr    | Árbitro(s): | Árbitro(s): |
|                        |                               | Tiros desde el punto penal |                                |             |             |
|                        | Chiky · Suarez · Llorenç      |                            | Almuntaser · A. Ali · W. Beshr |             |             |

| 6 de noviembre de 2019 | Japón                  | 2:3     | España                                    |             |             |
| 16:15                  | - Matsuda 2' - Oba 36' | Reporte | - 11' Chiky - 26' Javi Torres - 31' Adril | Árbitro(s): | Árbitro(s): |

| 6 de noviembre de 2019 | Emiratos Árabes Unidos                                              | 6:4 (t. s.) | Italia                                              |             |             |
| 17:30                  | - A. Beshr 11', 38' - Walid 12' - Kamal 15' - A. Mohammadi 22', 39' | Reporte     | - 17' Ramacciotti - 19' Giordani - 34', 34' Montani | Árbitro(s): | Árbitro(s): |

| 7 de noviembre de 2019 | Italia                                                                                                | 8:7     | España                                                   |             |             |
| 16:15                  | - Gori 6' (pen.), 8', 17' - Frainetti 13', 27' (pen.) - Carpita 15' - Josep Jr. 16' - Ramacciotti 33' | Reporte | - 5', 15', 20' Suarez - 9', 21', 23' Cintas - 17' Frutos | Árbitro(s): | Árbitro(s): |

| 7 de noviembre de 2019 | Emiratos Árabes Unidos    | 1:1 (t. s.)(2:1 p.)        | Japón               |             |             |
| 18:45                  | - Matsuda 36' (a.g.)      | Reporte                    | - 26' (pen.) Oba    | Árbitro(s): | Árbitro(s): |
|                        |                           | Tiros desde el punto penal |                     |             |             |
|                        | A. Ali · Kamal · W. Beshr |                            | Ozu · Okuyama · Oba |             |             |

### Grupo B
| País   | Pts. | PJ | PG | PG+ | PP | GF | GC | Dif. |
| ------ | ---- | -- | -- | --- | -- | -- | -- | ---- |
| Irán   | 7    | 3  | 2  | 1   | 0  | 15 | 10 | +5   |
| Rusia  | 6    | 3  | 2  | 0   | 1  | 11 | 7  | +4   |
| Egipto | 3    | 3  | 1  | 0   | 2  | 10 | 11 | -1   |
| México | 0    | 3  | 0  | 0   | 3  | 6  | 14 | -8   |

| 5 de noviembre de 2019 | Egipto                          | 3:5     | Rusia                                                               |                              |                              |
| 18:45                  | - Moustafa 5' - Mohamed 8', 30' | Reporte | - 7', 12' Raskin - 9' Novikov - 14' Pavlenko - 15' (pen.) Kryshanov | Árbitro(s): Oezcan Sultanolu | Árbitro(s): Oezcan Sultanolu |

| 5 de noviembre de 2019 | Irán                                                                         | 7:4     | México                                             |                           |                           |
| 20:00                  | - Ahmadzadeh 4', 36' - Mokhtari 8', 16' - Akbari 17', 30' - Masoumizadeh 35' | Reporte | - 6' Maldonado - 8', 29' Vizcarra - 36' Villaseñor | Árbitro(s): Yuichi Hatano | Árbitro(s): Yuichi Hatano |

| 6 de noviembre de 2019 | Rusia                                         | 3:1     | México            |                             |                             |
| 18:45                  | - Zharikov 8' - Nikonorov 19' - Kryshanov 30' | Reporte | - 20' N. Martínez | Árbitro(s): Turki Al Salehi | Árbitro(s): Turki Al Salehi |

| 6 de noviembre de 2019 | Irán                                                     | 5:3     | Egipto                                      |                               |                               |
| 20:00                  | - Kiani 11' - A. Akbari 21', 27', 33' - Masoumizadeh 23' | Reporte | - 4' M. Samir - 20' A. Hassan - 27' M. Sasa | Árbitro(s): Ibrahim Al Raeesi | Árbitro(s): Ibrahim Al Raeesi |

| 7 de noviembre de 2019 | México               | 1:4     | Egipto                                                        |             |             |
| 17:30                  | - Hassane 13' (a.g.) | Reporte | - 22' A. Elshahat - 26' Hassane - 28' Mostafa - 36' A. Hassan | Árbitro(s): | Árbitro(s): |

| 7 de noviembre de 2019 | Rusia                                                | 3:3 (t. s.)(4:5 p.)        | Irán                                                         |             |             |
| 20:00                  | - Chuzhkov 2' - Raskin 20' - Nikonorov 35'           | Reporte                    | - 22' Akbari - 24' Mirshekari - 30' (a.g.) Kryshanov         | Árbitro(s): | Árbitro(s): |
|                        |                                                      | Tiros desde el punto penal |                                                              |             |             |
|                        | Kryshanov · Nikonorov · Novikov · Fedorov · Zharikov |                            | Masoumizadeh · Mokhtari · Kiani · Mirshekari · Shirmohammadi |             |             |

## Fase final

### Semifinales
| 8 de noviembre de 2019 | España                                                  | 4:2     | Rusia                         |                             |                             |
| 18:45                  | - Llorenç 10' - Adril 18' - Chiky 28' - Javi Torres 29' | Reporte | - 19' Nikonorov - 27' Fedorov | Árbitro(s): Turki Al Salehi | Árbitro(s): Turki Al Salehi |

| 8 de noviembre de 2019 | Irán                                                         | 1-1 (t. s.)(4:3 p.)        | Emiratos Árabes Unidos                         |                              |                              |
| 20:00                  | - Behzadpour 9'                                              | Reporte                    | - 31' Walid                                    | Árbitro(s): Vladimir Tashkov | Árbitro(s): Vladimir Tashkov |
|                        |                                                              | Tiros desde el punto penal |                                                |                              |                              |
|                        | Shirmohammadi · Mirshekari · Kiani · Piramoun · Masoumizadeh |                            | Ali Karim · Hasham · W. Beshr · A. Ali · Kamal |                              |                              |

### Disputa del tercer lugar
| 9 de noviembre de 2019 | Rusia           | 1:2 (t. s.) | Emiratos Árabes Unidos |                           |                           |
| 18:45                  | - Nikonorov 36' | Reporte     | - 6', 38' W. Beshr     | Árbitro(s): Yuichi Hatano | Árbitro(s): Yuichi Hatano |

### Final
| 9 de noviembre de 2019 | España                                         | 3:6     | Irán                                                                                         |                             |                             |
| 20:00                  | - Llorenç 11' - Suarez 12' - Frutos 15' (pen.) | Reporte | - 3' Kiani - 6' Piramoun - 19' Mokhtari - 22' Behzadpour - 29' Ahmadzadeh - 33' Masoumizadeh | Árbitro(s): Antonio Pereira | Árbitro(s): Antonio Pereira |

## Rondas de colocación

### Semifinales del quinto al octavo lugar
| 8 de noviembre de 2019 | Egipto | 4:3     | Italia |             |             |
| 16:15                  |        | Reporte |        | Árbitro(s): | Árbitro(s): |

| 8 de noviembre de 2019 | Japón | 5:4     | México |             |             |
| 17:30                  |       | Reporte |        | Árbitro(s): | Árbitro(s): |

### Disputa del séptimo lugar
| 9 de noviembre de 2019 | Italia                         | 3:2     | México                         |                             |                             |
| 16:15                  | - Giordani 9' - Zurlo 19', 35' | Reporte | - 20' N. Martínez - 21' Macias | Árbitro(s): Turki Al Salehi | Árbitro(s): Turki Al Salehi |

### Disputa del quinto lugar
| 9 de noviembre de 2019 | Egipto              | 2:7     | Japón                                                                                         |                            |                            |
| 17:30                  | - Moustafa 22', 33' | Reporte | - 4' Ozu - 9' Yamauchi - 12' (pen.) Okuyama - 16' Komaki - 22' Matsuda - 34' Oba - 36' Matsuo | Árbitro(s): Jurijs Ivusins | Árbitro(s): Jurijs Ivusins |

## Premios[5]
| Goleador         |
| ---------------- |
| Amir Akbari      |
| 6 goles          |
| Mejor jugador    |
| Waleed Beshr     |
| Mejor portero    |
| Mohamad Al Jasmi |

## Clasificación final
| Pos. | Grp | Equipo                     | Pts. | PJ | G | W+ | WP | P | GF | GC | Dif. | Resultado Final             |
| ---- | --- | -------------------------- | ---- | -- | - | -- | -- | - | -- | -- | ---- | --------------------------- |
| 1    | B   | Irán (C)                   | 11   | 5  | 3 | 0  | 2  | 0 | 22 | 14 | +8   | Campeón                     |
| 2    | A   | España                     | 7    | 5  | 2 | 0  | 1  | 2 | 19 | 20 | −1   | Finalista                   |
| 3    | A   | Emiratos Árabes Unidos (H) | 5    | 5  | 0 | 2  | 1  | 2 | 12 | 9  | +3   | 3° Lugar                    |
| 4    | B   | Rusia                      | 6    | 5  | 2 | 0  | 0  | 3 | 14 | 13 | +1   |                             |
|      |     |                            |      |    |   |    |    |   |    |    |      |                             |
| 5    | A   | Japón                      | 9    | 5  | 3 | 0  | 0  | 2 | 21 | 14 | +7   | Eliminado en Fase de Grupos |
| 6    | B   | Egipto                     | 6    | 5  | 2 | 0  | 0  | 3 | 16 | 21 | −5   | Eliminado en Fase de Grupos |
| 7    | A   | Italia                     | 6    | 5  | 2 | 0  | 0  | 3 | 22 | 25 | −3   | Eliminado en Fase de Grupos |
| 8    | B   | México                     | 0    | 5  | 0 | 0  | 0  | 5 | 12 | 22 | −10  | Eliminado en Fase de Grupos |

 Fuente: BSWW